# HK Atchinsk
Le HK Atchinsk - en russe : ХК Ачинск - est un club de hockey sur glace basé à Atchinsk dans le kraï de Krasnoïarsk en Russie.

## Historique
Le club est créé en 2009. Il a évolué dans la Pervaïa Liga une seule saison .

## Palmarès
- Aucun titre.